# Der Barcelona-Krimi: Tod aus der Tiefe
Tod aus der Tiefe ist ein deutscher Kriminalfilm von Jochen Alexander Freydank aus dem Jahr 2017. Es handelt sich um den zweiten Filmbeitrag zur ARD-Kriminalfilmreihe Der Barcelona-Krimi mit Clemens Schick als Kommissar Xavi Bonet und Anne Schäfer als Fina Valent in den Hauptrollen. In ihrem zweiten gemeinsam Fall geht es für die beiden Ermittler um einen Umweltaktivisten, dessen Tod Bonet und Valent Rätsel aufgibt. In tragenden Rollen sind Isabella Parkinson, Yasemin Cetinkaya, Tara Fischer als Marie Valent und Anton Weil als Joan sowie Rüdiger Klink, Tino Mewes, Renato Schuch, Hans-Uwe Bauer als Baptiste Bonet und Lluís Marco als El Tauró zu sehen.
Die Erstausstrahlung des Films erfolgte am 9. November 2017 im Rahmen des Donnerstags-Krimis zur Hauptsendezeit im Programm der ARD Das Erste.

## Handlung
Kommissar Xavi Bonet und Kommissarin Fina Valent müssen in ihrem zweiten gemeinsamen Fall den Rätsel aufgebenden Tod des jungen Geologen und Tauchers Tomás Vallin aufklären. Zunächst geht man davon aus, dass er in einen Schwarm Feuerquallen geraten und letztlich durch deren Gift gestorben ist. Die Obduktion ergibt jedoch, dass er ermordet wurde. Ein Tatmotiv wäre, dass Tomás sich als Umweltaktivist betätigte und gerade im Begriff war eine Ökokatastrophe im Mittelmeer zu dokumentieren, wobei eine ehemaligen Ölplattform eine wichtige Rolle spielt. Bei den Ermittlungen stellt sich heraus, dass Catalina Casta, die Freundin des Ermordeten, die auf der Flucht ist, wahrscheinlich Beweise bei sich hat, die einen riesigen Umweltskandal aufdecken könnten. Bonet muss befürchten, dass sein Vater, der gerade erst zum Bürgermeister gewählt worden ist, in die Sache verstrickt sein könnte oder zumindest ein Mitwisser ist.
Tomás war erst kurze Zeit zuvor von Enric Gutiérrez, dem Chef des geologischen Institutes, entlassen worden. Außer der Polizei suchen auch die Auftraggeber des Mordes an Tomás nach der jungen Frau. Catalina konnte ihre Verfolger jedoch abschütteln und Unterschlupf bei ihrem Ex-Freund, dem Umweltaktivisten Eduardo Montez, finden. Dass Eduardo ebenfalls erpresst wird, ahnt sie nicht.
Bonets und Valents Ermittlungen legen ein Netz aus Gier und Skrupellosigkeit offen, in das Politiker, Leute aus der Wirtschaft und organisierte Verbrecher verwickelt sind. Bonet sieht sich damit konfrontiert, dass sein Vater Baptiste möglicherweise nicht nur Gelder der Geschäftsfrau Isabella Gutiérez entgegengenommen hat, sondern auch, was noch schwerer wiegt, Kontakte zu El Tauró unterhält, dem alles beherrschenden Boss der Unterwelt Barcelonas. Bonet ist entschlossen Catalina zu finden und die Schuldigen zur Rechenschaft zu ziehen. Valent indes plagen Sorgen um ihre Tochter Maria, die mit dem obskuren Joan Morales, der ihr von Palma nach Barcelona gefolgt ist, durchgebrannt ist. Valent befürchtet, dass der mehr als doppelt so alte Mann ein Loverboy ist, der plant, ihre Tochter auf den Strich zu schicken. Tatsächlich will Joan, dass Maria mit ihm nach Ibiza kommt. Maria entscheidet sich jedoch dagegen. Kurz darauf zeigt Joan Maria sein wahres Gesicht.
Die Obduktion von Tomás ergibt, dass er mit einer großen Menge des Giftes Tetramethylammoniumhydroxid, Serotonin und Acetylcholin der Feuerqualle in Berührung kam und daraufhin einen anaphylaktischen Schock mit Hautreaktion erlitt, was einen Herzstillstand mit gleichzeitigem Ertrinken nach sich zog. Bei der Menge des Giftes hätte er schon in einen Schwarm von über 100 Quallen geraten müssen, was zu dieser Jahreszeit nicht möglich gewesen sei. Die Leiche weist zudem den Einstich einer Kanüle auf, mit der das Gift aller Wahrscheinlichkeit nach unter Wasser injiziert wurde.
Eduardo beschwört Catalina auf keinen Fall zur Polizei zu gehen, da die Leute, die Tomás getötet hätten, gefährlich seien. Als Bonet und Valent von Eduardo etwas über den Verbleib von Catalina wissen wollen, meint er, er habe keine Ahnung, wo sie sei, obwohl er sie bei sich im Aquarium versteckt hält.
Als Bonet und Valent sich der stillgelegten Ölförderplattform nähern, werden sie von einem Schnellboot attackiert. Nachdem Bonet die Nacht mit Antoni verbracht hat, steht am frühen Morgen urplötzlich El Tauró mit einigen seiner Leute in seiner Wohnung und will wissen, ob Bonet glaube, dass er an allem Schlechten was in der Stadt passiere schuld sei, während seine Leute den nackten Antoni aus dem Bett und auf den Boden zwingen. El Tauró verlangt, dass Bonet ihm aus dem Weg gehe, sonst lasse er jeden umbringen, der Bonet wichtig sei und dann, wenn er gar keinen mehr habe, bringe er auch ihn um. Nur wenig später gibt es einen weiteren Toten – Enric Gutiérrez. 
Catalina findet indes heraus, dass Eduardo insoweit ein falsches Spiel spielt, als er die Beweise, die Catalina auf einem Stick gesichert hat, gar nicht an die Presse weitergeleitet hat, wie vereinbart und dass er für den Tod an Tomás mit verantwortlich ist. Mit den Worten, er habe das nicht gewollt, schließt er Catalina in einem Raum des Aquariums ein. Zur selben Zeit sucht El Tauró Isabella Gutiérrez auf, um ihr mitzuteilen, dass er seit kurzem an ihrem Unternehmen beteiligt sei und sich große Sorgen um den künftigen Aktienkurs der Sociedad General mache. Er droht ihr unverhohlen und lässt durchblicken, dass ihr Mann auf seinen Befehl hin, getötet worden sei. 
Eduardo trifft im Aquarium auf Sergi Ramirez, einen Beauftragten von Isabella Gutiérrez. Kaum ist er diesem entkommen, steht Arnau vor ihm, einer von El Taurós Leuten. Eduardo wird grausam getötet, indem man ihn in ein Haifischbecken schubst. Die Suche der Männer nach Catalina geht weiter. Arnau gelingt es, sie in ein Auto zu ziehen und zu verschleppen. Ramirez erklärt sich gegenüber Bonet bereit, mit der Polizei zusammenzuarbeiten. Inzwischen sind Bonet und Valent unterwegs zum Strandhaus von Isabella Gutiérrez, wo sie Catalina vermuten. Bonet streckt Arnau mit einem Schuss nieder, als er Catalina mit einem Skalpell töten will. Gutiérrez meint bei ihrer Verhaftung, sie wüssten doch alle, mit wem sie es hier zu tun hätten, er sei ein Monster. 
Bernat, der auf der Lohnliste von El Tauró steht, und von der Internen freigesprochen wurde mit der Begründung, er sei angegriffen worden, hat erneut seine Finger im Spiel. Er tötet Ramirez, einen wichtigen Zeugen gegen El Tauró, mit einer Drahtschlinge durch die Gitterstäbe der Zelle in der dieser einsitzt. Bonet erfährt durch einen Anruf in dem Moment davon, als El Tauró mit seinem Wagen an dem Straßencafe vorbeifährt und süffisant lächelnd grüßt.

## Produktion

### Dreharbeiten
Die Dreharbeiten für Tod aus der Tiefe erstreckten sich vom 3. Mai bis zum 1. Juni 2017 und fanden in Barcelona statt. Die Redaktion des von Dreamtool Entertainment produzierten Films lag bei Diane Wurzschmitt und Sascha Schwingel.

### Soundtrack
- Despacito von Copado
- Northern Girls 1 von Belleruche
- Feels von Calvin Harris
- Go von Moby
- Malibu von Miley Cyrus

### Veröffentlichung DVD
Der Film wurde am 26. Januar 2018 von der OneGate Media GmbH zusammen mit dem ersten Film der Serie Über Wasser halten auf DVD herausgegeben.

## Rezeption

### Kritik
Die Redaktion der Zeitschrift TV Spielfilm zeigte mit dem Daumen zur Seite, gab für Action einen von drei möglichen Punkten sowie für Spannung zwei und meinte, dass der Fall von der schönen Kulisse Barcelonas zehre, aber keine Akzente setze und „der teils brutale Plot unausgegoren“ wirke. Das Ermittlerteam käme zwar „noch ganz gut rüber, die Nebendarsteller aber eher nicht“. Fazit: „Belangloskrimi, immerhin hübsch gefilmt“.
Tilmann P. Gangloff bewertete den Film auf der Seite tittelbach.tv mit vier von sechs möglichen Sternen und schrieb, dass der zweite ‚Barcelona-Krimi‘ „schlüssiger und besser als der erste“ sei. „Der Reiz der Geschichte“ liege „jedoch in den diversen Beziehungen der Hauptfiguren“, wobei „gerade das Ermittlerduo Xavi Bonet und Fina Valent in einem interessanten Findungsprozess“ stecke. Der Film beeindrucke „vor allem auch durch eine aufwändige Bildgestaltung“. Der zweite Fall erzähle „auch eine richtig gute Geschichte, die im Unterschied zur Handlung des Auftakts zudem eine gewissene ‚Relevanz‘“ besitze, weshalb diesmal auch „die innere Spannung größer“ sei. ‚Tod aus der Tiefe‘, „ohnehin sehr bilderreich,“ beeindrucke „jedoch vor allem auch durch die ausgezeichnete Bildgestaltung von Philipp Timme mit ihren vielen fließenden Kamerafahrten.“ Auch hätten Regisseur Freydank und seine Mitarbeiter „für die vielen Außenaufnahmen faszinierende Drehmotive gefunden“. „Ähnlich gut“ sei „die Musik (Ingo Ludwig Frenzel), die diesmal stärker hispanische Klänge in der Elektronik“ integriere. Die Chemie zwischen dem Ermittlerduo sei „in jeder Hinsicht reizvoller als die verschiedenen Nebenstränge.“
Die Redaktion des Filmdienstes schrieb, dass die zweite Folge dieses „(Fernserien-)Krimis, weniger von äußerer Spannung als von den zwischenmenschlichen Friktionen“ lebe, „die das Ermittler-Team auszutragen“ habe, „bis sich die höchst gegensätzlichen Persönlichkeiten schließlich zusammenraufen“ würden. – „Ab 14.“

### Einschaltquote
Bei seiner Erstausstrahlung wurde der Film von 4,39 Mio. Zuschauern eingeschaltet, was einen Marktanteil von 14,1 Prozent ergab.